# فهرست وابسته‌های دیپلماتیک در مونته‌نگرو

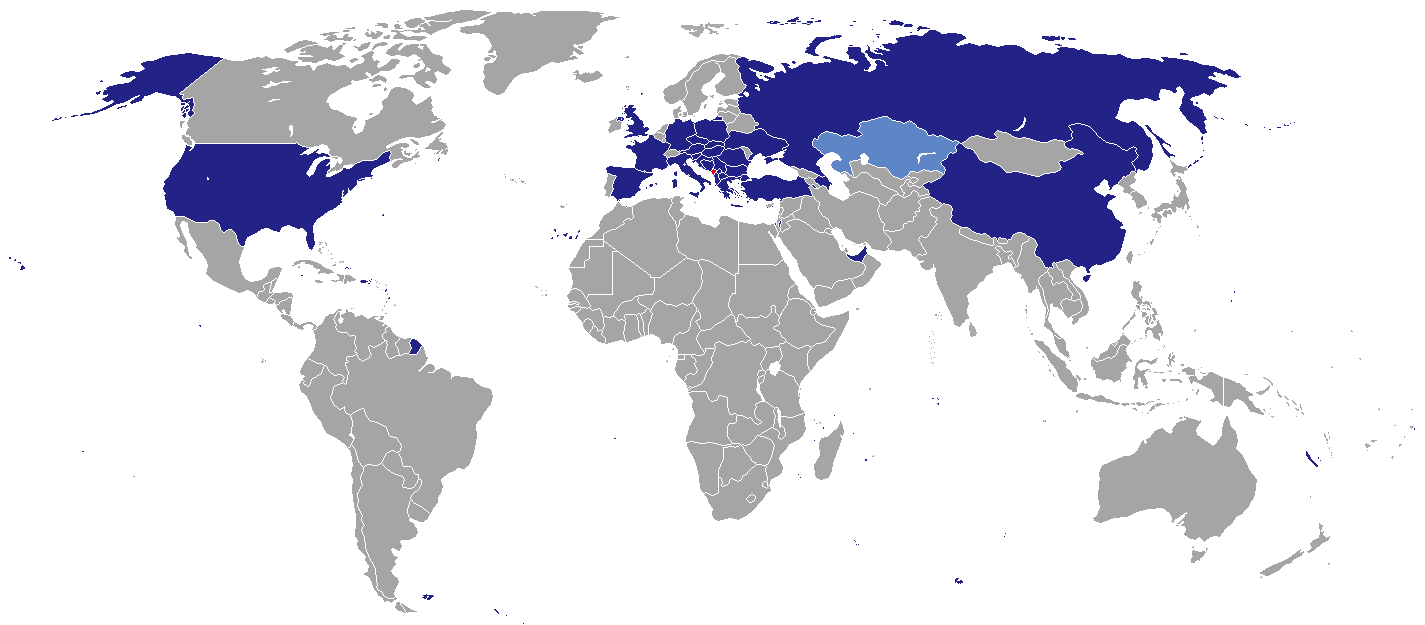
سفارت‌ها در مونته‌نگرو

این صفحه فهرست سفارت‌ها در مونته‌نگرو را نشان می‌دهد. در حال حاضر پودگوریتسا میزبان ۲۹ سفارت است. چندین کشور دیگر سفیران معتبر در مونته‌نگرو  دارند که بیشتر آنها ساکن بلگراد هستند.

## سفارت‌ها
پودگوریتسا
| - آلبانی - اتریش - جمهوری آذربایجان - بوسنی و هرزگوین - بلغارستان - چین - کرواسی - جمهوری چک - فرانسه - آلمان - یونان - مجارستان - ایتالیا - کوزوو | - مقدونیه شمالی - فلسطین - لهستان - رومانی - روسیه - صربستان - اسلواکی - اسلوونی - جزایر مالتا - ترکیه - اوکراین - امارات متحده عربی - بریتانیا - ایالات متحده آمریکا |

### دیگر مرکزها
- اتحادیه اروپا (نمایندگی)

### کنسولگری‌ها
- بلژیک - کنسولگری در بودوا
- کرواسی - کنسولگری در کوتور
- صربستان - کنسولگری در هرتسگ نووی

### سفارت‌های غیر مقیم
ساکن در بلگراد مگر اینکه به آن اشاره شود.
| - الجزایر - آنگولا - آرژانتین - ارمنستان (بخارست) - استرالیا - جمهوری آذربایجان - بنگلادش (مادرید) - بلاروس - بلژیک - برزیل - کانادا (بخارست) - شیلی (زاگرب) - کاستاریکا (وین) - کلمبیا (بوداپست) - کوبا - قبرس - دانمارک | - مصر (پراگ) - استونی (بوداپست) - فنلاند - گرجستان (بوداپست) - غنا (رم) - سریر مقدس (رم) - ایسلند (برلین) - هند (وین) - اندونزی - ایران - عراق - جمهوری ایرلند (بوداپست) - اسرائیل - ژاپن - اردن (آتن) | - قزاقستان (زاگرب) - کویت - لتونی (بوداپست) - لیتوانی (زاگرب) - لوکزامبورگ (لوکزامبورگ) - مالت (والتا) - مکزیک - مولدووا (بخارست) - مراکش - هلند - کره شمالی (صوفیه) - نروژ - نیوزیلند (رم) - پاکستان (بوداپست) - پرو (بخارست) | - فیلیپین (بوداپست) - پرتغال - قطر - عربستان سعودی (تیرانا) - اسلواکی - آفریقای جنوبی (آتن) - کره جنوبی - اسپانیا - سودان (بخارست) - سوئد - سوئیس - تایلند (بوداپست) - تونس - اروگوئه (آتن) - ونزوئلا (صوفیه) - ویتنام (بخارست) |